# میم مدیور بوی
میم مدیور بوی (زادهٔ ۷ دسامبر ۱۹۴۰) یک سیاستمدار سنگالی است که از سال ۲۰۰۱ تا ۲۰۰۳ نخست‌وزیر سنگال بود. او اولین زنی بود که به این سمت رسید.

## پیش‌زمینه و حرفه
بوی در خانواده‌ای وکیل در سن لوئیس، سنگال به دنیا آمد و مانند سه برادرش، به عنوان وکیل در داکار و پاریس تحصیل کرد. پدرش منشی و یک ضابط بود. او از دبیرستان فایدربه که در زادگاهش قرار داشت، فارغ‌التحصیل شد. در سال ۱۹۶۳، او در دانشکده علوم حقوقی و اقتصادی دانشگاه داکار ثبت نام کرد و سپس تا سال ۱۹۶۹ در مرکز ملی مطالعات قضایی (CNEJ) پاریس به تحصیلات خود ادامه داد.
او بیشتر دوران کاری خود را در اداره دادگستری سنگال گذراند. او معاون دادستان عمومی، قاضی و نایب رئیس اول دادگاه عالی منطقه‌ای داکار و رئیس اتاق دادگاه استیناف بود. او بنیان‌گذار و اولین زن رئیس انجمن وکلای سنگالی از سال ۱۹۷۵ تا ۱۹۹۰ بود و سپس مدیر امور مربوط به شرکت بانکداری غرب آفریقا از سپتامبر ۱۹۹۰ تا آوریل ۲۰۰۰ شد. بوی همچنین از سال ۱۹۷۸ تا ۱۹۹۸ نایب رئیس فدراسیون بین‌المللی وکلای زن بود. او حرفه‌ای، باهوش و صادق بود. او یک فمینیست، مسلمان و طلاق گرفته و دارای دو فرزند بود. روابط او با رژیم رئیس‌جمهور عبده دیوف تیره شد و او برای حفظ تمامیت و استقلال خود، مناصب عالی در دستگاه قضایی را نپذیرفت.

## نخست‌وزیری
پس از پیروزی عبدالله واده در انتخابات ریاست جمهوری سال ۲۰۰۰، بوی در آوریل ۲۰۰۰ وزیر دادگستری شد. اما تنشی بین رئیس‌جمهور و نخست‌وزیر که از یک حزب سیاسی دیگر بود به وجود آمد. مصطفی نیاسی استعفا داد و بوی در ۳ مارس ۲۰۰۱، دو ماه قبل از انتخابات قانونگذاری، توسط واده به عنوان نخست‌وزیر منصوب شد. واده رأی اکثریت در مجلس قانونگذاری را کسب نکرد. بیش از ۳۰ سازمان غیرحزبی زنان کمپینی را قبل از انتخابات ترتیب دادند که خواستار حضور زنان بیشتر در مجلس بودند. بوی نه تنها یک زن بود، بلکه غیرحزبی نیز بود که وجههٔ خوبی برای دولت واده داشت. با این حال، پس از اتمام ریاست جمهوری واده، بوی در دولت جدیدی که روی کار آمد به عنوان وزیر دادگستری باقی ماند. در انتخابات دور بعد اکثریت (۸۹ کرسی از ۱۲۰ کرسی) به واده رأی دادند و پس از انتخابات پارلمانی آوریل ۲۰۰۱، بوی در ۱۰ می ۲۰۰۱ دوباره به عنوان نخست‌وزیر منصوب شد. با این حال، او به عنوان وزیر دادگستری در دولت منصوب و در ۱۲ مه همان سال دوباره جایگزین وزیر دادگستری شد.
در دولت دوم بوی، پنج زن وزیر از ۲۵ وزیر حضور داشتند، در حالی که در دولت اول او دو وزیر زن در دولت حضور داشتند. این یک دستاورد خوب برای بوی بود. اما دولت با چالش‌های اقتصادی و اجتماعی قابل توجهی مواجه بود. برای تقویت آموزش و بهداشت، بهبود حقوق، کاهش بیکاری در میان جوانان و حمایت از بخش کشاورزی در دولت او تلاش بسیاری شد. اما وزرای جدید، بی‌تجربه بودند و دیدگاه‌ها در ائتلاف متفاوت بود. از آنجایی که نخست‌وزیر بوی تابع رئیس‌جمهور بود، و واده یک رهبر فعال و پویا با تمایلات اقتدارگرایانه آشکار بود، بوی و دولت او در ۴ نوامبر ۲۰۰۲ بنا به دلیل واکنش او به یک فاجعه دریایی در سپتامبر ۲۰۰۲ توسط رئیس‌جمهور برکنار شدند. این فاجعه دریایی یکی از بدترین بلایای کشتیرانی در تمام دوران بود و بیش از ۱۸۰۰ نفر بر اثر آن غرق شدند. کشتی عامل این فاجعه یک کشتی دولتی بود. بوی اظهار داشت که این حادثه به دلیل آب و هوا بوده است اما خیلی زود ادعاهایی مبنی بر خطاهای سطح بالا مطرح شد. رئیس نیروی دریایی برکنار شد و دو وزیر نیز مجبور به استعفا شدند.

## پس از نخست‌وزیری
در سپتامبر ۲۰۰۴، بوی توسط آلفا عمر کوناره به عنوان نماینده ویژه اتحادیه آفریقا برای ارتقای حمایت از غیرنظامیان در درگیری‌های مسلحانه منصوب شد.
در ۱۲ سپتامبر ۲۰۰۸، یک قاضی در فرانسه حکم بازداشت بوی را به همراه هشت نفر دیگر در ارتباط با فاجعه دریایی‌ای که منجر به کشته شدن ۱۸۰۰ نفر شده بود، صادر کرد. دولت سنگال این موضوع را رد کرد و در پاسخ این حکم تصمیم گرفت قاضی صادرکننده حکم را تحت پیگرد قانونی قرار دهد. دادگاه استیناف پاریس حکم بازداشت بوی را در اواسط ژوئن ۲۰۰۹ باطل اعلام کرد.